# Dermatomya buttoni
Dermatomya buttoni är en musselart som beskrevs av Dall 1916. Dermatomya buttoni ingår i släktet Dermatomya och familjen Poromyidae. Inga underarter finns listade i Catalogue of Life.